# Marcia verde

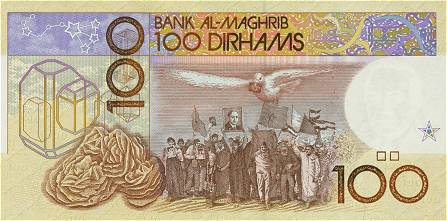
Banconota da 100 dirham del 1991 che commemora l'anniversario della Marcia Verde

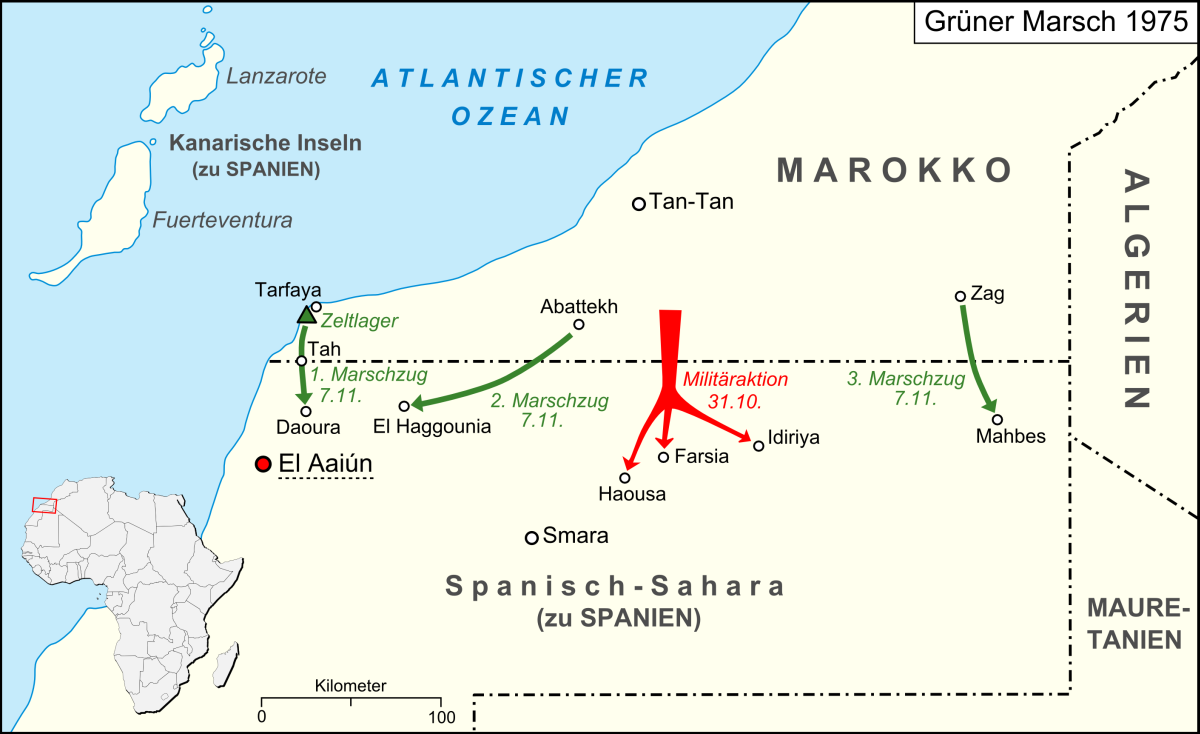
Operazioni della Marcia Verde nella mappa

La Marcia verde è stata una manifestazione di massa attuata nel novembre del 1975, coordinata dal governo marocchino con l'intenzione di costringere la Spagna ad abbandonare il Sahara occidentale, al tempo possedimento spagnolo rivendicato dal Marocco.

## Storia
Il 31 ottobre 1975, e quindi molto prima dell'inizio effettivo della marcia, truppe marocchine avevano marciato nel Sahara spagnolo nord-orientale, inosservate dall'opinione pubblica mondiale. Avanzarono su Farsia, Haousa e Idiriya, che erano state evacuate dall'esercito spagnolo.
Dal 6 al 9 novembre 1975, circa 350 000 marocchini disarmati, provenienti da tutto il Marocco, sotto la guida del governo, si radunarono presso la città di Tarfaya in attesa che il re Hassan II del Marocco desse il segnale per attraversare il confine con il Sahara occidentale.
Quando i manifestanti raggiunsero il confine, alle forze armate spagnole della Legione fu ordinato di non sparare per evitare spargimenti di sangue.  Gli spagnoli sminarono anche alcune zone precedentemente minate.
Questo portò pochi giorni dopo agli accordi di Madrid tra il governo franchista, il re del Marocco e la Mauritania per il ritiro nel febbraio 1976 della Spagna dalla colonia africana.